# 肯尼思·泰南
肯尼思·皮科克·泰南（Kenneth Peacock Tynan，1927年4月2日—1980年7月26日），是一位有影响力并经常引起争议的英国戏剧评论家和作家。尽管泰南的评论通常尖刻而富有争议，他在戏剧界（尤其是伦敦）的影响却是巨大的。很多演员甚至害怕引起他发怒。但是他为1950年代中期戏剧改革做出了贡献，并且对后来的剧作家塞缪尔·贝克特等人有持续影响。其代表作为前卫音乐剧《加尔哥答风情画》（Oh! Calcutta!，又译为《噢！加尔哥答！》），剧中舞台上演员全部赤身裸体，是百老汇戏剧史上最出位、最色情、也是最具争议性的演出之一。